# Liste der denkmalgeschützten Objekte in Ebenthal in Kärnten
Die Liste der denkmalgeschützten Objekte in Ebenthal in Kärnten enthält die 16 denkmalgeschützten, unbeweglichen Objekte der Gemeinde Ebenthal in Kärnten.

## Denkmäler
| Foto |                 | Denkmal                                                                             | Standort                                        | Beschreibung | Metadaten |
| ---- | --------------- | ----------------------------------------------------------------------------------- | ----------------------------------------------- | --- | --- |
| ja   | Datei hochladen | Ruine Greifenfels HERIS-ID: 10888 Objekt-ID: 6953                                   | Flur Sattnitz Standort KG: Ebenthal             | Auf einem Vorsprung der Sattnitz südöstlich von Ebenthal, urkundlich 1230/31 errichtet, langgestreckte Burgruine innerhalb eines unregelmäßigen, dem Verlauf des Felsplateaus folgenden Berings im Typus „Randhausburg“, von der noch Reste der Fundamentmauern und Erdwälle erhalten sind. Urkundlich 1230 Erlass Papst Gregors IX. gegen den Bau der Feste durch Wülfing und Heinrich von Gurnitz auf einem dem Kloster Viktring gehörenden Grund. 1315 in den Besitz der Auffensteiner, 1408 Besitz der Herren von Neuhaus und nach Errichtung des Schlosses Ebenthal durch Christof von Neuhaus ab 1566 verfallen. Seit 1704 im Besitz der Grafen Goëss. | BDA-Hist.: Q1012032 Status: Bescheid Stand der BDA-Liste: 2025-06-30 Name: Ruine Greifenfels GstNr.: 699/1 Burg Greifenfels                                                       |
| ja   | Datei hochladen | Befestigung bei Gurnitz HERIS-ID: 10774 Objekt-ID: 6837                             | Na Gorzach Standort KG: Ebenthal                | Die bronzezeitliche Wallanlage besteht aus bis zu ein Meter hohen und vier Meter breiten Erdwällen, die eine rechteckige Fläche von knapp 40 mal 15 Meter an der Süd- und Ostseite schützen. | BDA-Hist.: Q38079814 Status: Bescheid Stand der BDA-Liste: 2025-06-30 Name: Befestigung bei Gurnitz GstNr.: 699/1 Wallanlage Gurnitz                                              |
| ja   | Datei hochladen | Ruine Gurnitz HERIS-ID: 10891 Objekt-ID: 6956                                       | Na Gorzach Standort KG: Ebenthal                | Auf kleinem, steil aufragendem Felsmassiv westlich der ehemaligen Propstei gelegen. 1142 urkundlich erwähnte Wehranlage, zuerst in landesfürstlichem, 1242 in Babenberger Besitz; in der Folge Verwaltungszentrum des herzoglich-steiermärkischen Amtes Gurnitz. Hoch- und westlich vorgelagerte Niederburg, durch Wehrmauern verbunden. Rest der Fundamente und Erdwälle erhalten. Hochburg mit dreieckförmigem Bering, turmartigem Wohngebäude im Norden, kleine Toranlage im Nordwesten und Burghof im Süden. | BDA-Hist.: Q1015312 Status: Bescheid Stand der BDA-Liste: 2025-06-30 Name: Ruine Gurnitz GstNr.: 699/1 Burg Gurnitz                                                               |
| ja   | Datei hochladen | Kath. Pfarrkirche Maria Hilf und St. Peter und Paul HERIS-ID: 10765 Objekt-ID: 6828 | Standort KG: Ebenthal                           | Auf freiem Platz erbaut. Vermutlich anstelle der alten Sankt-Peters-Kirche zu Schrelz (urkundlich 1265–1267) unter Propst Anton Buecher vor 1767 erbaut, Weihe 1770. Zuerst Filiale von Gurnitz, seit 1905 Pfarre. Einer der wenigen einheitlich spätbarocken Kirchenbauten Kärntens mit zwei schlanken Westtürmen und Zwiebelhelmen. Schlichte Pilasterfassade mit Spitzgiebel, in vier Blindfenstern die gemalten Darstellungen: Guter Hirte und Maria Hilf-Bild im Obergeschoß (restauriert 1935 von August Veiter) und seitlich Heilige Antonius und Leopold bezeichnet Hans Fischer (Wien), gestiftet von Graf Goëss um 1947. Eingezogener flachbogig geschlossener Chor mit barockem Blendfenster, rechteckige und quadratische Fenster im Schiff. Rundbogiges Neorenaissance-Portal mit Giebelabschluss. | BDA-Hist.: Q23541773 Status: § 2a Stand der BDA-Liste: 2025-06-30 Name: Kath. Pfarrkirche Maria Hilf und St. Peter und Paul GstNr.: .47/1, 133/4 Pfarrkirche Maria Hilf, Ebenthal |
| ja   | Datei hochladen | Schloss Ebenthal HERIS-ID: 10778 Objekt-ID: 6841                                    | Schlossstraße 22 Standort KG: Ebenthal          | In einem großen Park, durch eine prächtige Lindenallee mit der Stadt Klagenfurt verbunden. Um 1566 erbaut von Christoph von Neuhaus (vorher auf Burg Greifenfels, von dort alle Rechte und Gerechtigkeiten übernommen). Unter den Grafen von Lamberg erhielt der Bau um 1675 sein drittes Geschoß und zwei Turmerker mit Zwiebelhelmen. Seit 1704 im Besitz der Grafen von Goëss, die im zweiten Viertel des 18. Jahrhunderts den Umbau in die heutige Form vornahmen. Stattlicher dreigeschoßiger Bau mit Pilastergliederung und Mansarddach über rechteckigem Grundriss mit 11 bzw. 6 Fensterachsen. Fassadengliederung mit großer Pilasterordnung. An der Westfront zwei Eckrisalite und Mittelgiebel mit Wappen; letzterer auch an der Ostfront, hier klassizistischer Portikus auf Pfeilern mit Balustrade. Gartenseitig Rustikaportal 1566 aus Chloritschiefer-Quadern mit Keilstein in Form einer Löwenmaske, darüber Relief einer Fratze. Im großen Saal des 2. Stockes barocke mythologische Fresken von Josef Ferdinand Fromiller von 1748, 1970 restauriert; im Familienzimmer Bildnisse von Peter Kobler, bezeichnet 1739; in der Bibliothek geschnitztes Renaissanceportal, bezeichnet 1592, aus Schloss Bach. | BDA-Hist.: Q14524876 Status: Bescheid Stand der BDA-Liste: 2025-06-30 Name: Schloss Ebenthal GstNr.: 1/6 Schloss Ebenthal                                                         |
| ja   | Datei hochladen | Schloss Rosenegg HERIS-ID: 10777 Objekt-ID: 6840                                    | Friedrich-Gagern-Straße 2 Standort KG: Gradnitz | Ursprüngliches Herrenhaus „an der Glann“ des 16. Jahrhunderts. 1592 unter Johann Franz von Greissenegg als zweigeschoßiges Schloss (bis 1786 Lehensgut des Stiftes Viktring) mit mächtigem Walmdach errichtet; Renaissanceportal mit Familienwappen, darüber bezeichnet 1592 und Zwillingsfenster an der West-Seite; im Inneren Raum- und Gewölbeformen, Holzkassettendecke 16. Jahrhundert. | BDA-Hist.: Q700482 Status: Bescheid Stand der BDA-Liste: 2025-06-30 Name: Schloss Rosenegg GstNr.: .244 Schloss Rosenegg, Ebenthal                                                |
| ja   | Datei hochladen | Altes Bräuhaus (Schlosswirt) HERIS-ID: 10775 Objekt-ID: 6838                        | Kirchenstraße 30 Standort KG: Gurnitz           | 1545 errichtete der damalige Pfleger der Herrschaft Gurnitz, Christof Adler am Talboden ein schlossähnliches Herrenhaus. Nach Übersiedlung Verfall der Burg Alt-Gurnitz. Im 18. Jahrhundert Steinbierbrauerei; seit dem 19. Jahrhundert Ausflugsziel der Klagenfurter Bevölkerung. In spätmittelalterlicher Bautradition stehender Renaissance-Bau mit mächtigem Krüppelwalmdach. An der nordwestlichen Gebäudekante turmartig in die Dachregion hochgezogener, auf zwei Kragsteinkonsolen mit Pfeilerschäften aufgelagerter Erker. Fassaden weisen zum Teil noch Putze und abgefaste Steingewände der Fensteröffnungen des 16. Jahrhunderts auf. An der Nord- und Süd-Fassade, sowie am Eckerker schmiedeeiserne, als Rautenkörbe ausgeführte frühbarocke Fensterkörbe. Zwischen den beiden Erkergeschoßen Inschrift-Stein bezeichnet „Christof Adler“ und das Baudatum „1545“. Gewölbeformen des 16. Jahrhunderts, bemerkenswerte Stichkappen-Tonnengewölbe mit Stuckgraten und Kreuzgratgewölben, nahezu unverändert erhalten. Der Dachstuhl, ein Pfettendachstuhl, frühes 19. Jahrhundert (?), eine beachtenswerte Zimmermannsarbeit. | BDA-Hist.: Q38079822 Status: Bescheid Stand der BDA-Liste: 2025-06-30 Name: Altes Bräuhaus (Schloßwirt) GstNr.: .3 Altes Bräuhaus, Gurnitz, Ebenthal                              |
| ja   | Datei hochladen | Pfarrhof (ehem. Propstei) HERIS-ID: 10767 Objekt-ID: 6830                           | Standort KG: Gurnitz                            | Genordeter barocker Kirchenbau (bezeichnet 1773) mit ostseitigem Propsteigebäude (heute Pfarrhof) verbunden, Schlanker Süd-Turm mit barocken Eckquadern und zierlichem Zwiebelhelm. Der untere Turmbau und die südlich an ihn angebaute Nikolauskapelle sind Reste des mittelalterlichen Baubestandes. Ein hoher Spitzbogen im Mauerwerk der Ost-Wand des Langhauses bestätigt einen geosteten Vorgängerbau (ehemaliger Triumphbogen?). Daneben Grabstein Benedikt Mitterholzer (gestorben 1650) mit Ölbergrelief. Kleines Martinsfresko Karl Bauer 1947, über dem Westeingang; gotisches Türschloss. | BDA-Hist.: Q38079489 Status: § 2a Stand der BDA-Liste: 2025-06-30 Name: Pfarrhof (ehem. Propstei) GstNr.: .5 Propstei Gurnitz, Ebenthal in Kärnten                                |
| ja   | Datei hochladen | Friedhofskapelle „Zum Heiligen Kreuz“ HERIS-ID: 10770 Objekt-ID: 6833               | Standort KG: Gurnitz                            | Gruftkapelle der Pröpste von Gurnitz. Klassizistischer offener Kapellenbau mit verblichener Außenbemalung des 19. Jahrhunderts. Im Innern geschnitzte Kreuzigungsgruppe des 19. Jahrhunderts und Gedenkstein Ulrich Aichwalder 1794. | BDA-Hist.: Q38079619 Status: § 2a Stand der BDA-Liste: 2025-06-30 Name: Friedhofskapelle hl. Kreuz GstNr.: .4/2 Burial vault, Gurnitz, Ebenthal                                   |
| ja   | Datei hochladen | Kath. Pfarrkirche hl. Martin HERIS-ID: 10890 Objekt-ID: 6955                        | Standort KG: Gurnitz                            | Auf einem steil abfallenden Felsplateau am nordseitigen Sattnitzhang. Ältestes Martin-Patrozinium in Kärnten. Wahrscheinlich Eigenkirche in karolingischer Zeit; ein Pfarrer urkundlich 1219, vor 1240 Kollegiatskapitel nach Augustinerregel eingerichtet; 1240–1245 ein Propst, 1482 Plünderung der Kirche durch die Ungarn, Lehensherrschaft Erzstift Salzburg. 1986 Außenrestaurierung. | BDA-Hist.: Q38084632 Status: § 2a Stand der BDA-Liste: 2025-06-30 Name: Kath. Pfarrkirche hl. Martin GstNr.: .4/1 Pfarrkirche Gurnitz                                             |
| ja   | Datei hochladen | Kath. Pfarrkirche St. Bartlmä zu Mieger HERIS-ID: 10768 Objekt-ID: 6831             | Standort KG: Mieger                             | Inmitten eines Friedhofes. Urkundlich 1359 erwähnt, vermutlich eine Gründung des Stiftes Viktring. 1616 als Filiale von Tainach genannt; 1774 Vikariat. Spätgotischer Bau des 16. Jahrhunderts; Außenrestaurierung 1997, Freilegung eines 1575 bezeichneten Wandbildes der Süd-Fassade. An Kirchenschiff, Chor, Sakristei und unterem Turmbereich Wiederherstellung Kratzputzdekor vermutlich erste Hälfte des 17. Jahrhunderts. Jahreszahl (Bauinschrift) 1540 am Triumphbogen im Krieg übertüncht. Westlicher Turm wahrscheinlich nach zwei Bränden, 1864 und 1880, mit steilen Giebeln und achtseitigem Spitzhelm erneuert. Gotisches Langhaus mit West-Turm und eingezogenem Chor, 5/8-Schluss. Sakristeianbau, Türsturz bezeichnet 1628, Tainacher Wappen, Initialen, südseitig an den Chor anschließend. West-Turm im Erdgeschoß ursprünglich wahrscheinlich als geöffnete Vorhalle, die vermauerten Rundbogenöffnungen noch erkennbar. Zweistufige Strebepfeiler am Chor. Die gotische Spitzbogenform der Fenster bei Restaurierung 1947 wiederhergestellt; das mittlere Chorfenster allerdings nicht ursprünglich. Auch das heutige West-Portal mit Kielbogen nicht ursprünglich, sondern an das westseitige spätgotische Portal angeglichen. Mit moderner schmiedeeiserner Gittertür (in barocken Formen) verschlossen. An der Turm-West-Wand wurde bei Restaurierung 1963 ein barockes Christophorus-Wandgemälde freigelegt. 1997 an Süd-Fassade Freilegung großes mit 1575 bezeichnetes Wandbild in Secco-Technik: Christophorus (durch Fensterausbruch 19. Jahrhundert gestört), Wappen des habsburgischen Landesfürsten, Erzbistums Salzburg, Propst Gregor I. Latomus (1558–1579) und der Malerzunft. | BDA-Hist.: Q38079521 Status: § 2a Stand der BDA-Liste: 2025-06-30 Name: Kath. Pfarrkirche St. Bartlmä zu Mieger GstNr.: 62/2 Pfarrkirche Mieger                                   |
| ja   | Datei hochladen | Pfarrhof HERIS-ID: 10771 Objekt-ID: 6834                                            | Radsberg 1 Standort KG: Radsberg                | Ein südwestlich der Pfarrkirche gelegener, im frühen 16. Jahrhundert errichteter und in der Folge bis ins 20. Jahrhundert veränderter, dreigeschoßiger Bau mit Walmdach, ehemaliges Pflegerhaus, mit Wappen des Georgius Kobrer (Vikar zu Radsberg) von 1535 über dem Eingangsportal, 1997 restauriert. | BDA-Hist.: Q38079661 Status: § 2a Stand der BDA-Liste: 2025-06-30 Name: Pfarrhof GstNr.: 903/1 Pfarrhof Radsberg, Ebenthal in Kärnten                                             |
| ja   | Datei hochladen | Kath. Pfarrkirche hl. Lambert HERIS-ID: 10772 Objekt-ID: 6835                       | Standort KG: Radsberg                           | Von einem Friedhof umgeben. Ursprünglich vermutlich Eppensteinische Eigenkirche; urkundlich 1216 als Kapitelpfarre der Propstei Maria Saal. Innenrestaurierung 1957. Spätgotischer Bau Anfang des 16. Jahrhunderts, von Friedhof umgeben; möglicherweise aber romanische Mauerreste an der Nord-Seite. Beherrschender West-Turm bezeichnet 1557, mit Schießscharten, nach Brand 1955 der Zwiebelhelm in gedrungener Form erneuert. An der Süd-Seite des Langhauses zweistufige Strebepfeiler, am leicht eingezogenen Chor mit 5/8-Schluss übereck gestellte einfache Wandstreben. An der Sakristei-Ost-Wand Reste von Maßwerk eingemauert. In der später als der Bau entstandenen westlich offenen Vorhalle profiliertes gotisches Christophorus-Bild, durch späteren Fensterausbruch (des 18. Jahrhunderts) zerstört. An der Süd-Seite außen Grabstein bezeichnet 1691. An der Nord-Wand Christophorus-Bild von 1948. | BDA-Hist.: Q38079690 Status: § 2a Stand der BDA-Liste: 2025-06-30 Name: Kath. Pfarrkirche hl. Lambert GstNr.: .49, 899 Pfarrkirche St Lambert, Radsberg, Ebenthal                 |
| ja   | Datei hochladen | Karner hl. Michael HERIS-ID: 10893 Objekt-ID: 6958                                  | Standort KG: Radsberg                           | Südöstlich nahe der Kirche. Romanischer Rundbau mit Schindelkegeldach, kleiner halbkreisförmiger Apsis und flacher Holzdecke im Inneren, 13. Jahrhundert. | BDA-Hist.: Q38084677 Status: § 2a Stand der BDA-Liste: 2025-06-30 Name: Karner hl. Michael GstNr.: 899 Karner hl. Michael, Radsberg (Ebenthal in Kärnten)                         |
| ja   | Datei hochladen | Höhlenburg Rottenstein HERIS-ID: 10776 Objekt-ID: 6839                              | Weinzierl Standort KG: Rottenstein              | Mittelalterliche Wehranlage vom Typus einer „ausgehauenen Burg“ an der senkrechten hohen Felswand der Sattnitz nördlich oberhalb des Dorfes Rottenstein. Urkundlich 1142 im Besitz der Patriarchen von Aquileja, 1212 in Salzburger Besitz. 1287 als „castrum Rathenstayn“ genannt, seit 1384 Rottenstein. Die Teilung der Feste 1476 an die Welzer und Keutschacher lässt damaliges Ausmaß erahnen. 1546 als Burgstall bezeichnet. Heute nur noch drei aus dem Konglomerat gemeißelte Räume mit Balkenlöchern; die Stirnwand eingestürzt. | BDA-Hist.: Q38079869 Status: Bescheid Stand der BDA-Liste: 2025-06-30 Name: Höhlenburg Rottenstein GstNr.: 244, 245                                                               |
| ja   | Datei hochladen | Kath. Pfarrkirche hl. Magdalena HERIS-ID: 10773 Objekt-ID: 6836                     | Standort KG: Rottenstein                        | Von einem Friedhof umgeben, am Fuße einer steilen Felswand der Sattnitz. Urkundlich 1359. Kleiner, in den Langhausmauern romanischer, in gotischer Zeit um polygonalen Chor mit südlichem Sakristeianbau erweiterter und eingewölbter Bau mit beherrschendem westlichem Vorhallenturm (im Giebel bezeichnet 1689) und Spitzgiebelhelm (1990 Turmrestaurierung). 1989 Innenrestaurierung. 1992/93 Außenrestaurierung Wiederherstellung der Architekturpolychromie des 19. Jahrhunderts. Leicht aus der Achse gerückter kleiner gotischer Chor mit 5/8-Schluss und zweistufigen Strebepfeilern; Fenster nur an der Süd-Seite darunter ein spitzbogiges gotisches. Südseitiger Sakristeianbau. Im Westen niederes romanisches Rundbogenportal, daneben Opfertisch. 1992 Freilegung einer Engelsdarstellung um 1500 als Teil eines Christophorusfreskos an südlicher Außenwand. | BDA-Hist.: Q38079756 Status: § 2a Stand der BDA-Liste: 2025-06-30 Name: Kath. Pfarrkirche hl. Magdalena GstNr.: .37 Pfarrkirche hl Magdalena, Rottenstein                         |